# Dicalco
En la Antigua Grecia, el dicalco ( del griego dis, dos y chalkós, cobre) era una moneda de bronce de dos calcos o 14 leptas, que equivalía a un tartemorio de plata o a la cuarta parte del obolo. Esta moneda también existía en los sistemas monetarios de fenicios y cartagineses.
El emperador romano Augusto introdujo también esta moneda en Alejandría, la cual se acuñó hasta tiempos de Marco Aurelio.